# Zlaté Klasy
Zlaté Klasy (in ungherese Nagymagyar, in tedesco Gross-Magerdorf) è un comune della Slovacchia facente parte del distretto di Dunajská Streda, nella regione di Trnava.